# 立川成幸
立川 成幸（たてかわ せいこう、1994年7月13日 - ）は、落語芸術協会に所属する落語家。出囃子は『鳩ぽっぽ』。紋は『丸に三階松』。本名は栗崎 大輝。茨城県小美玉市出身。

## 経歴
常総学院高等学校、東京工科大学メディア学部卒業。小学1年生から中学校卒業までは鹿島アントラーズの下部組織（小学ジュニア、ジュニアユース、中学）で、高校ではサッカー部に所属し、卒業までの12年間サッカーをやっていた。
2017年4月、立川談幸に入門。前座名は「幸太」。
2021年7月21日、新宿末廣亭の立川談幸の芝居から二ツ目昇進。幸太改メ「成幸」となる。芸協生まれ芸協育ち初の立川第一号となった。

## 芸歴
- 2017年4月 - 立川談幸に入門、前座名「幸太」。
- 2021年7月 - 二ツ目昇進、「成幸」に改名。

## 人物
趣味は競馬。
MAISON KITSUNEが好き。
物心ついた時からのペスコベジタリアンである。

## 出演
- 立川成幸ハナシカ広場（エフエムかしま）